# Краевые союзы Северного Рейна-Вестфалии

Краевые союзы Северного Рейна-Фестфалии

Краевые союзы Северного Рейна Вестфалии (Края) (нем. Landschaftsverbände in Nordrhein-Westfalen) — это территориальная форма организации местного общественного самоуправления в федеральной земле Северный Рейн-Вестфалия (Германия). Кроме Северного Рейна-Вестфалии в ФРГ Краевые союзы имеются только в Нижней Саксонии. Они выполняют важные общественные функции и задания.

## Организация
В Северном Рейне-Вестфалии существует два Краевых союза:
- для прирейнских территорий — Краевой союз Рейнских земель (Landschaftsverband Rheinland (LVR), Ландшафтсфербанд Райнланд) с центром в Кёльне;
- для общей территории Вестфалии и Липпе — Краевой Союз Вестфалия-Липпе (Landschaftsverband Westfalen-Lippe (LWL), Ландшафтсфербанд Вестфален-Липпе) с центром в Мюнстере.

Все члены Краевого союза имеют одинаковые права, в том числе и те территории, в которых находятся центральные органы союза, то есть отсутствует принцип территориального верховенства. Конституционно Краевые союзы считаются частью местного общественного самоуправления. Их главная задача — решать те вопросы и проблемы, которые не в состоянии выполнить отдельные коммуны. Деятельность Краевых союзов осуществляется на основе законов Северного Рейна-Вестфалии. Высший орган — собрание, члены которого формируются в результате выборов. Внерайонные (свободные) города делегируют сотрудников районных администраций и городского совета. Вместе с тем состав собрания должен отражать расстановку политических сил как в районах, так и в регионах Вестфалия-Липпе или Рейнских землях в целом. Финансирование деятельности осуществляется на пропорциональной основе районами и внерайонными городами, членами Краевого союза. Из своего состава собрание Краевого союза выбирает директора, который становится «надфракционной» личностью, то есть уже не выполняет функции члена совета или его председателя, а также члена какого либо комитета или подразделения внутри союза.
В 1947 году была ликвидирована земля Липпе, ставшая составной частью земли Северный Рейн-Вестфалия и значительную часть его функций взял на себя Краевой союз Липпе. Он представляет из себя коммунальный союз района Липпе и местных общин. Он входит составной частью в Краевой союз Вестфалия-Липпе.

## Направления деятельности
В социальной сфере деятельности Краевые союзы принимают участие в спонсировании региональных социальных программ, программ помощи инвалидам и молодёжи (например, участвуют в программах земельных учреждений по делам молодёжи), а также в деятельности таких важных социальных программ, как помощь специальным и отраслевым психиатрическим больницам и развивающим школьным учреждениям для детей-инвалидов. Например, уже долгое время Краевой союз опекает психиатрическую земельную больницу в Марсберге.
Краевые союзы несут ответственность по уходу и надзору за памятниками истории и культуры. Поэтому для Германии необычным фактом является то, что в Северном Рейне-Вестфалии существует не одно земельное, а два учреждения по уходу за памятниками: в Краевом союзе Рейнских земель — своё учреждение (Rheinische Amt für Denkmalpflege), а в Краевом союзе Вестфалия-Липпе — своё учреждение по охране памятников истории (Westfälische Amt für Denkmalpflege). Эти учреждения занимаются охраной и консервацией практически всех памятников (истории, культуры, архитектуры) на своих территориях. Примером может служить такой известный национальный памятник истории Германии, как монументальная композиция императору Вильгельму в Порта-Вестфалике. Кроме того, Краевой союз Вестфалия-Липпе спонсирует деятельность 17 музеев, а Краевой Союз Рейнских земель — шести музеев историко-краеведческого профиля.

## История
Современные краевые союзы берут своё начало от времени существования двух прусских провинций: Рейнской («Провинциальный союз Рейнской провинции») и Вестфальской («Провинциальный союз провинции Вестфалия»). В провинциальные ландтаги до 1933 года происходили собственные выборы. Ландтаги имели определенные права в различных областях и были частью федеральной структуры Веймарской республики. Провинциальные ландтаги посылали 13 из 26 депутатов со свободным мандатом в имперский совет (предшественник современного Бундесрата — Федерального совета). Эти и все другие права провинций были отменены законом «О новом устройстве рейха» (Gesetz über den Neuaufbau des Reichs) от 30 января 1934 года. Согласно гляйхшальтунгу суверенитет провинций был ликвидирован, ландтаги распущены. Германия стала унитарным государством. После окончания Второй мировой войны британская военная администрация образовала Краевой союз Рейнских земель (Рейнланда) с центром в Кёльне и Краевой союз Вестфалия-Липпе с центром в Мюнстере, но значительно урезав те права, которые существовали в провинциях в период Веймарской республики.
В дальнейшем, в ходе реформы административных округов, обсуждалась также реформа Краевых союзов и возникли споры о целесообразности одновременного существовании тех и других административных структур на общей территории федеральной земли Северный Рейн-Вестфалия. Особенно много споров было вокруг среднего уровня управленческих структур. Дело доходило до того, что в бытность министром-президентом Вольфганга Клемента был поставлен вопрос о ликвидации Краевых союзов (на фоне существования в Северном Рейне-Вестфалии пяти административных округов). Но Клемент потерпел неудачу с этой затеей. Позже земельное правительство Рютгерса (2005—2010) планировало преобразовать 2 Краевых союза и 5 административных округов в 3 региональных округа (Regionalbezirke), по одному для Рура, Вестфалии и Рейнланда. Но и эти планы не осуществились.